# Sigvard Wallbeck-Hallgren
Sigvard Nils R. Wallbeck-Hallgren född 19 september 1908 i Nacka, död 23 mars 1995 i Ystad, var en svensk sångare (bas). Han var dessutom i över 25 år auktoriserad sång- och talpedagog.

## Biografi
Sigvard Wallbeck-Hallgren var son till tidningsmannen Thorgny Wallbeck-Hallgren. Han föddes i Nacka, och efter studier för Ragnar Hultén och Joseph Hislop i Tyskland och Danmark debuterade han som romanssångare i Stockholms konserthus 1943. Han gjorde flera skivinspelningar under 1940-talet och tilldelades Christina Nilsson-stipendiet tre gånger, samt antogs för debut till Kungliga Operan och som elev i Operaskolan.
Wallbeck-Hallgren medverkade i radioprogrammet Örhängen och var under många år sångsolist i Sveriges Radio, samt gav konserter i flera kyrkor i Stockholm. Han var med och bildade Kvartetten Synkopen 1932, och blev så småningom gruppens ledare. Gruppen gjorde ett hundratal skivinspelningar fram tills 1964, då den upphörde.
1965 bosatte sig Wallbeck-Hallgren i skånska Abbekås, och verkade då i Malmö. 1986 flyttade han till Ystad, där han gav sånglektioner och bodde intill sin död.